# هايبر كاميوكاندي

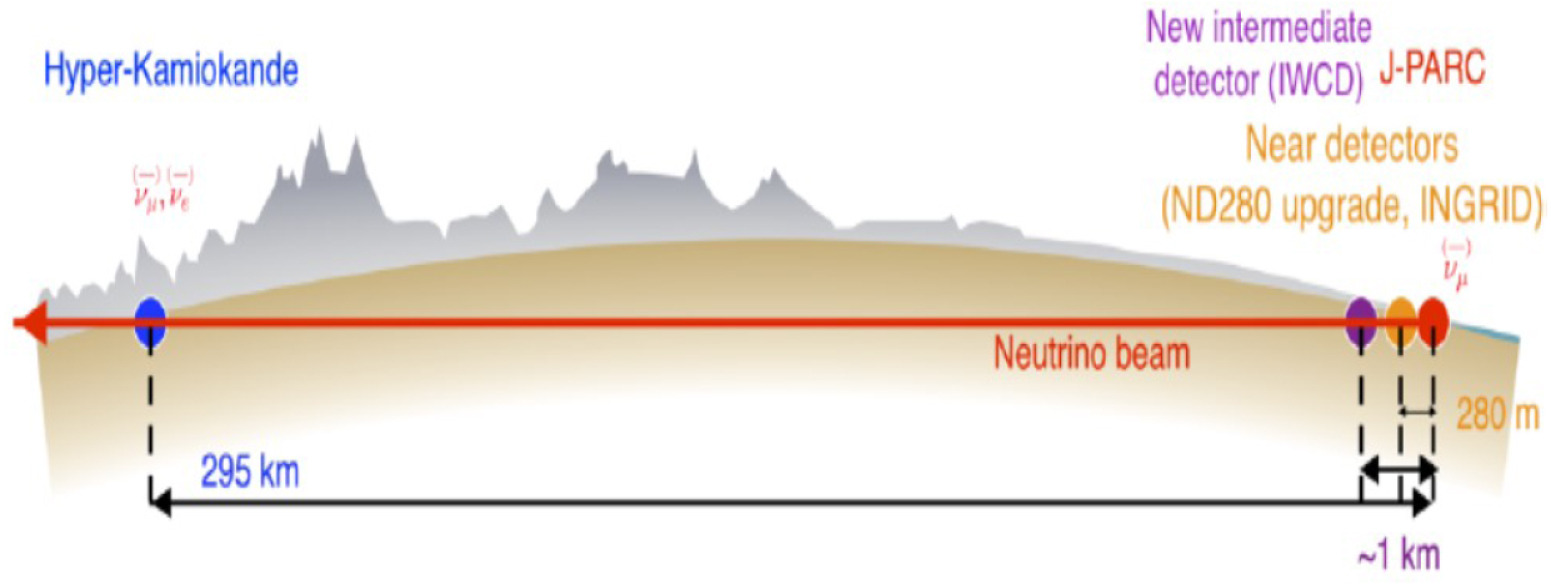
تجربة هايبر كاميوكاندي: نظرة عامة

هايبر كاميوكاندي Hyper-Kamiokande (و يطلق عليه أيضًا هايبر كاي Hyper-K أو إيتش كاي HK ) هو مرصد وتجربة نيوترينو قيد الإنشاء، يجرى في اليابان بالتعاون مع مؤسسات من 21 دولة (إلى حدود غشت 2023) من ست قارات.  وباعتباره خليفة لتجربتي سوبر كاميوكاندي (SK) و T2K ، فقد تم تصميمه للبحث عن اضمحلال البروتونات واكتشاف النيوترينوات من المصادر الطبيعية مثل الأرض، الغلاف الجوي، الشمس والكون، وكذلك لدراسة تذبذبات النيوترينو في شعاع نيوترينو المسرِّع من صنع الإنسان.  :6,20–28ومن المقرر أن تبدأ عملية جمع البيانات في عام 2027. 
ستقع منشآت تجربة Hyper-Kamiokande في مكانين:
- سيتم إنتاج شعاع النيوترينو في مجمع المسرع جاي بارك (J-PARC ( و ستتم دراسته بواسطة مجموعة من الكواشف القريبة والوسيطة الواقعة في قرية توكاي بمحافظة إيباراكي على الساحل الشرقي لليابان. [2][3]
- الكاشف الرئيسي، الذي يُطلق عليه أيضًا اسم هايبر كاميوكاندي (HK)، يتم إنشاؤه تحت قمة جبل نيجيوغو في مدينة هيدا بمحافظة جيفو في جبال الألب اليابانية (). سيُستخدم كاشف HK في عمليات البحث عن اضمحلال البروتونات، ودراسات النيوترينوات من المصادر الطبيعية، وسيعمل أيضا ككاشف بعيد لقياس تذبذبات حزمة نيوترينو مسرٍّع على المسافة المقابلة للحد الأقصى للتذبذب الأول. [4][2]

## برنامج الدراسات الفزيائية

### تذبذبات نيوترينو المسرٍّع و نيوترينو الغلاف الجوي
تذبذبات النيوترينو هي ظاهرة ميكانيكية كمومية تغير فيها النيوترينوات نكهتها (
ν
e 
ν
μ 
ν
τ) أثناء الحركة، وذلك بسبب حقيقة أن حالات نكهة النيوترينو هي مزيج من حالات كتلة النيوترينو (ν 1, ν 2, ν 3 حالات الكتلة ذات الكتل m 1, m 2, m 3, على التوالي). تعتمد احتمالات التذبذب على المعايير النظرية الستة:
- ثلاث زوايا مزج (θ 12 و θ 23 و θ 13 ) تحكم المزج بين حالات الكتلة و حالات النكهة،
- فرقي مربعي الكتلة (m 2 12∆ و m 2 32∆, حيث m 2 i = m 2 i - m 2 j∆ )
- ثم طور δ CP المسؤول عن تباين المادة والمادة المضادة في تذبذبات النيوترينو،

و معياريين يتم اختيارهما لتجربة معينة بالخصوص:
- طاقة النيوترينو
- خط الأساس - المسافة التي تقطعها النيوترينوات والتي يتم عندها قياس التذبذبات. [5] :285–311[2] :20–23

و استكمالاً للدراسات التي تم إجراؤها بواسطة تجربة T2K ، سيقوم كاشف HK بقياس أطياف طاقة نيوترينوات الإلكترون والميون في الحزمة المنتجة في J-PARC كشعاع نيوترينو ميون نقي تقريبًا ومقارنته مع المتوقع في حالة عدم وجود تذبذبات، والتي يتم حسابها مبدئياً بناءً على نماذج تدفق النيوترينو و نماذج التفاعل وتحسينها بالقياسات التي تجريها الكواشف القريبة والوسيطة. بالنسبة لطاقة ذروة شعاع النيوترينو T2K/HK (600 MeV)، تتوافق مسافة كاشف J-PARC - HK (295 كم) مع الحد الأقصى للتذبذب الأول. سيتم إجراء القياسات بشكل منفصل لحزم النيوترينو والنيوترينو المضاد، مما يوفر معلومات حول
P
ν
μ → 
ν
e, P
ν
μ → 
ν
μ, P
ν
μ → 
ν
e و P
ν
μ → 
ν
μ
، حيث P ν α → P ν β هو احتمال أن يتم ملاحظة النيوترينو في الأصل ذو النكهة α لاحقًا على أنه ذو نكهة β.  :202–224

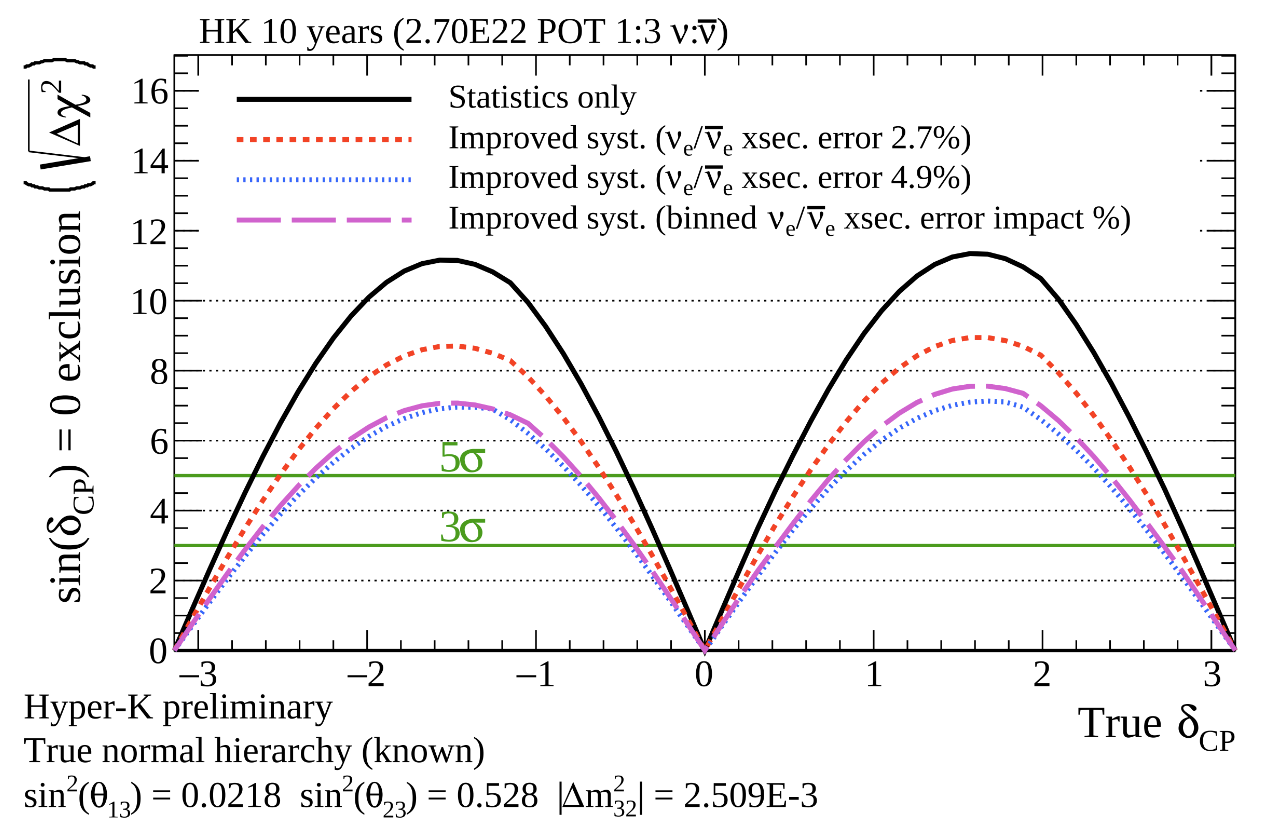
قدرة Hyper-K على استبعاد انحفاض CP كدالة للقيمة الحقيقية لـ δCP

مقارنة احتمالات ظهور النيوترينوات والنيوترينوات المضادة (P
ν
μ → 
ν
e مقابل P
ν
μ → 
ν
e) يسمح بقياس طور δ CP . يتراوح δ CP من -π إلى π (من −180° إلى 180°)، حيث يتوافق 0 و±π مع انحفاض تناظر CP. بعد 10 سنوات من أخذ البيانات، من المتوقع أن يؤكد HK عند مستوى الثقة 5σ إذا تم انتهاك تماثل CP في تذبذبات النيوترينو بنسبة 57% من قيم δ CP المحتملة. يعد انتهاك CP أحد الشروط الضرورية لإنتاج فائض من المادة مقابل المادة المضادة في الكون المبكر، والذي يشكل الآن كوننا المبني من المادة. سيتم استخدام نيوترينوات المسرٍّع أيضًا لتعزيز دقة معايير التذبذب الأخرى، m 2 32| ،θ 23∆| و θ 13 ، بالإضافة إلى دراسات تفاعلات النيوترينو.  :202–224
تظهر العلامة المجهولة للمعيار m 2 32 ∆ فقط أثناء انتشار النيوترينو في المادة. و سيتم استخدام دراسات تجربة HK للنيوترينوات الجوية التي تنتقل عبر الأرض وتدخل كاشف HK من اتجاهات مختلفة (المسافة المقطوعة في المادة حتى قطر الأرض) لقياسها.  :225–237

### علم فلك النيوترينو والجيونيترينو
تنتج انفجارات السوبرنوفا (مستعرات عظمى) كميات كبيرة من النيوترينوات. بالنسبة لمستعر أعظم مجري على مسافة 10 كيلو فرسخ فلكي، من المتوقع حدوث حوالي 50000 إلى 94000 تفاعل نيوترينو في كاشف HK خلال بضع عشرات من الثواني. بالنسبة إلى منكب الجوزاء على مسافة 0.2 كيلو فرسخ فلكي، يمكن أن يصل هذا المعدل إلى ما يصل إلى 108 تفاعل في الثانية، وقد تم أخذ هذا العدد من الأحداث في الاعتبار في تصميم نظام الحصول على بيانات الكاشف (DAQ). و من شأن الملامح الزمنية لعدد الأحداث المسجلة في HK ومتوسط طاقتها أن تتيح اختبار النماذج النظرية للانفجار. و يمكن أن توفر معلومات اتجاهات النيوترينو الموجودة في كاشف HK إنذارًا مبكرًا للرصد الكهرومغناطيسي للمستعر الأعظم، كما يمكن استخدامها في عمليات رصد أخرى متعددة المراسلات .   :263–280
تسمى النيوترينوات التي أُنتجت بشكل تراكمي من انفجارات المستعرات العظمى عبر تاريخ الكون بالنيوترينوات بقايا السوبرنوفا (SRN) أو خلفية نيوترينوات المستعرات العظمى المنتشرة (DSNB) وهي تحمل معلومات حول تاريخ تشكّل النجوم. وبسبب التدفق المنخفض (بضع عشرات/سم2 /ثانية)، لم يتم اكتشافها بعد. بعد عشر سنوات من جمع البيانات، من المتوقع أن يكتشف HK حوالي 40 حدثًا من أحداث SRN في نطاق الطاقة 16-30 MeV.  :276–280
بالنسبة لنيوترينوات الإلكترون الشمسية، أهداف تجربة HK هي:
- البحث عن عدم التماثل في تدفق النيوترينو بين النهار والليل - الناتج عن المسافات المختلفة المقطوعة في المادة (أثناء الليل تعبر النيوترينوات الأرض بشكل إضافي قبل دخول الكاشف) وبالتالي احتمالات التذبذب المختلفة الناجمة عن تأثير المادة . [2] :238–244
- قياس احتمال نجاة نيوترينوات الإلكترون 
ν
e ذوي طاقة بين 2 و7 ميغا إلكترون فولت - أي بين المناطق التي تهيمن عليها التذبذبات في الفراغ والتذبذبات في المادة، على التوالي - والتي تعتبر حساسة للنماذج الفيزيائية الجديدة، مثل النيوترينوات العقيمة أو التفاعلات غير القياسية. [2] :238–244[8]
- المراقبة الأولى للنيوترينوهات من قناة {\displaystyle {^{3}}{\text{He}}+{\text{p}}\to {^{4}}{\text{He}}+{\text{e}}^{+}+\operatorname {\nu } _{\text{e}}} التي توقعها النموذج الشمسي القياسي.:238–244[2]
- مقارنة تدفق النيوترينو مع النشاط الشمسي (مثل دورة الشمس التي تستمر 11 عامًا).[9]

الجيونيوترينوهات تنتج في تحلل النوى الإشعاعية داخل الأرض. ستساهم دراسات الجيونيوترينو في هايبر-كاميوكاندي في تقييم التركيب الكيميائي لنواة الأرض، والذي يرتبط بتوليد الحقل المغناطيسي الأرضي. :293–292

### اضمحلال البروتون
تحلل البروتون الحر إلى جسيمات فرعية أخف لم يُرصد أبدًا، ولكنه متوقع بواسطة بعض النظريات الموحَّدة العظمى (GUT) واقترح للمرة الأولى كأحد الظروف الضرورية لشرح سيادة المادة على المضادات في الكون. المسارات الرئيسية التي يدرسها هايبر كاي هي {\displaystyle {\text{p}}{^{+}}\to {\text{e}}{^{+}}+\operatorname {\pi } {^{0}}} المفضل لدى العديد من نماذج النظريات الموحدة العظمى (GUT) و {\displaystyle p^{+}\rightarrow {\bar {\nu }}+K^{+}} متوقعة من قبل نظريات بما في ذلك التناظر الفائق. بعد عشر سنوات من جمع البيانات، (في حال عدم رصد تحلل) من المتوقع أن ترفع HK الحد الأدنى لمتوسط عمر البروتون من {\displaystyle 1.6\times 10^{34}} إلى {\displaystyle 6.3\times 10^{34}} لقناة التحلل الأكثر حساسية بالنسبة له ({\displaystyle {\text{p}}{^{+}}\to {\text{e}}{^{+}}+\operatorname {\pi } {^{0}}}) ومن{\displaystyle 0.7\times 10^{34}} إلى {\displaystyle 2.0\times 10^{34}} للقناة {\displaystyle p^{+}\rightarrow {\bar {\nu }}+K^{+}}.  :26–28,245–257

### المادة المظلمة
المادة المظلمة هي شكل مفترض وغير مضيء للمادة تم اقتراحه لشرح العديد من الملاحظات الفلكية التي تشير إلى وجود كتلة إضافية غير مرئية في المجرات. إذا تفاعلت جزيئات المادة المظلمة بشكل ضعيف ، فإنها قد تنتج النيوترينوات من خلال الفناء أو الاضمحلال. يمكن رؤية تلك النيوترينوات في كاشف هايبر كاي على أنها فائض من النيوترينوات قادم من اتجاه المكنونات الجاذبية الكبيرة مثل مركز المجرة أو الشمس أو الأرض ، فوق خلفية نيوترينو جوية متجانسة  :281–286

## وصف التجربة
تتكون تجربة هايبر كاميوكاندي من خط شعاع نيوترينو المسرِّع ، ومجموعة من أجهزة الكشف القريبة، والكاشف الأوسط، والكاشف البعيد (هذا الأخير يطلق عليه هايبر كاميوكاندي أيضا ). سيتم استخدام الكاشف البعيد في حد ذاته في عمليات البحث عن اضمحلال البروتونات ودراسات النيوترينوات من المصادر الطبيعية. جميع العناصر المذكورة أعلاه ستخدم في دراسات تذبذب النيوترينو المسرع. قبل إطلاق تجربة HK، ستنتهي تجربة T2K من جمع البيانات وسيتسلم HK خط شعاع النيوترينو ومجموعة أجهزة الكشف القريبة، في حين يجب إنشاء أجهزة الكشف الوسطى والبعيدة بشكل جديد كليا. 

### الكاشف الأوسط
سيتم وضع كاشف مياه تشيرينكوف الأوسط (IWCD) على مسافة 0.7–2.0 كيلومتر (0.43–1.24 ميل) من مكان إنتاج النيوترينوات. سيكون عبارة عن أسطوانة مملوءة بالماء قطرها 10 متر (33 قدم) و طولها 50 متر (160 قدم) منها 10 متر (33 قدم) تشكل هيكل طويل القامة مزود بحوالي 400 mPMT (أنابيب مضاعفة الفوتونات متعددة الوحدات) بقطر 20 سنتيمتر (7.9 بوصة). سيتم تحريك الهيكل في اتجاه عمودي بواسطة نظام رافعة، مما يوفر قياسات لتفاعلات النيوترينو في زوايا مختلفة خارج المحور (زوايا مركز شعاع النيوترينو)، تمتد من درجة واحدة الى الأسفل إلى 4 درجات نحو الأعلى، وبالتالي توفير قياسات لمختلف أطياف طاقة النيوترينو. عن طريق الجمع بين النتائج من زوايا مختلفة خارج المحور، من الممكن استخلاص النتائج لطيف النيوترينو أحادي اللون تقريبًا دون الحاجة الى النماذج النظرية لتفاعلات النيوترينو لإعادة بناء طاقة النيوترينو. إن استخدام كاشف من نفس طينة و نوع الكاشف البعيد مع نفس القبول الزاوي وكمية الحركة تقريبًا، يسمح بمقارنة النتائج من هذين الكاشفين دون الحاجة الى محاكاة حاسوبية لاستجابة الكاشف. هاتان الحقيقتان، الاستقلال عن تفاعل النيوترينو ونماذج استجابة الكاشف، ستمكنان من تقليل الخطأ المنهجي في تحليل التذبذب. تتمثل المزايا الإضافية لمثل هذا التصميم للكاشف في إمكانية البحث عن أنماط تذبذب عقيمة لزوايا مختلفة خارج المحور والحصول على عينة أنظف من تفاعل نيوترينو الإلكترون ، والتي يكون جزءها أكبر بالنسبة للزاوية الأكبر خارج المحور.  :47–50  

### كاشف هايبر كاميوكاندي البعيد

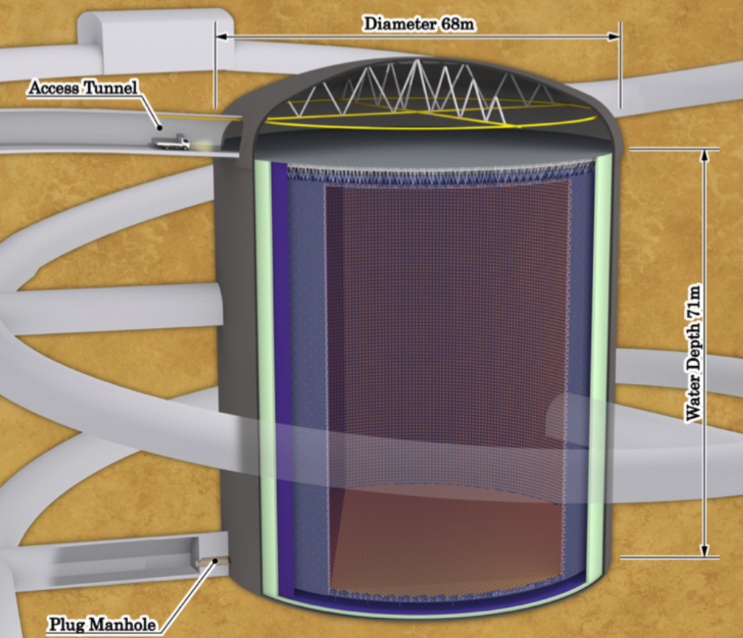
الشكل التخطيطي لكاشف مياه شيرينكوف هايبر كاميوكاندي.

سيتم بناء كاشف هايبر كاميوكاندي 650 متر (2,130 قدم) تحت قمة جبل نيجيوجو، على بعد 8 كيلومتر (5.0 ميل) جنوبًا من كاشف Super-Kamiokande (SK) الموجود في منجم توشيبورا. سيكون كلا الكاشفين على نفس الزاوية خارج المحور (2.5 درجة) من مركز شعاع النيوترينو وعلى نفس المسافة ( 295 كيلومتر (183 ميل) ) من مكان إنتاج الشعاع مثل SK.   :35

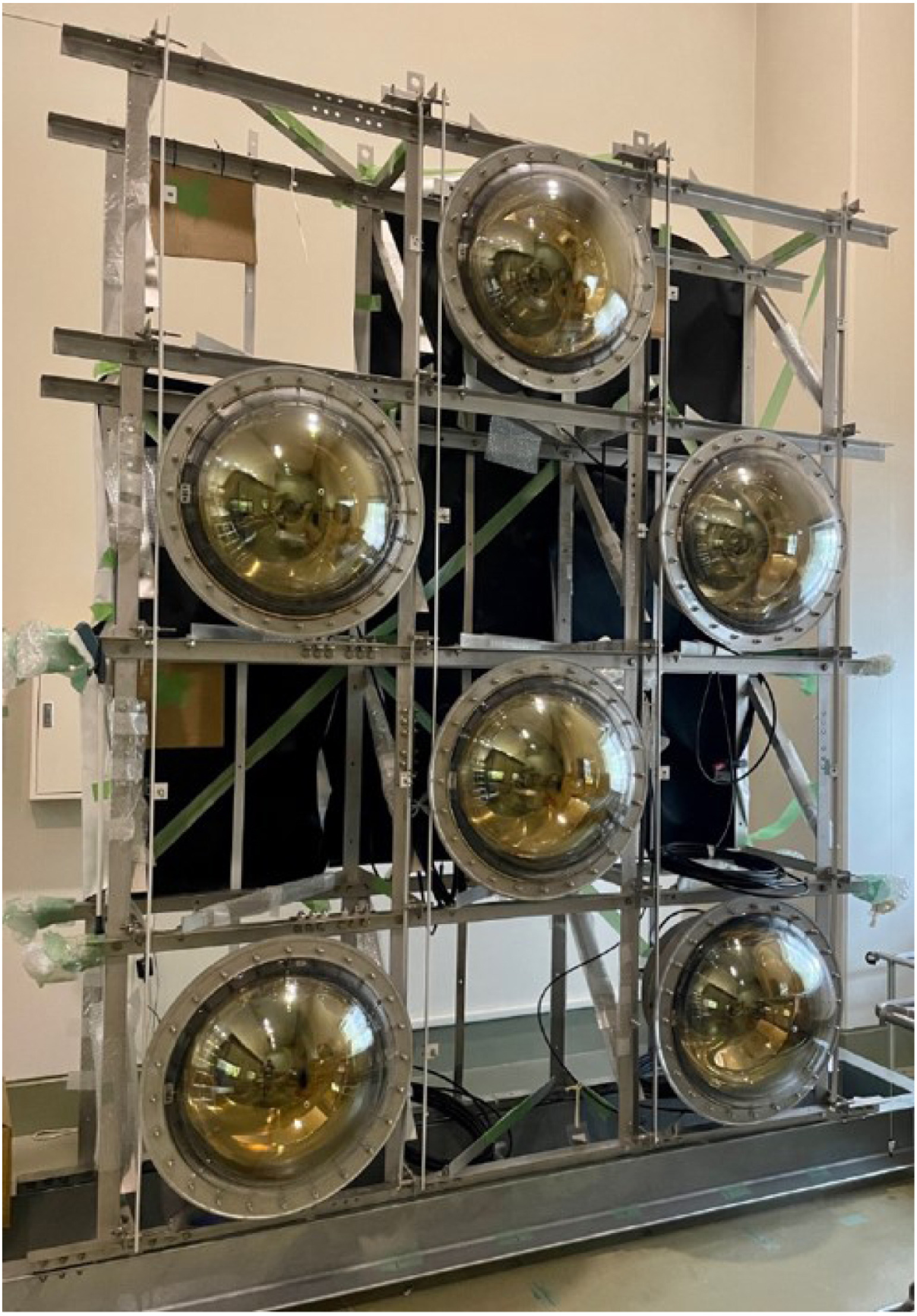
نموذج أولي بأنابيب PMTs بقطر 50 سم من طراز R12860 للكاشف الذاخلي لهايبر-كاميوكاندي البعيد

سيكون هايبر كاميوكاندي كاشف مياه تشيرينكوف ، أكبر بخمس مرات (258 كيلو طن من الماء) من كاشف SK. وسيكون خزانًا أسطواني الشكل بقطر 68 متر (223 قدم) و ارتفاع 71 متر (233 قدم). سيتم تقسيم حجم الخزان إلى الكاشف الداخلي (ID) والكاشف الخارجي (OD) عن طريق هيكل أسطواني غير نشط بعرض 60 سم، مع وضع حافته الخارجية على بعد متر واحد من الجدران العمودية ومسافة مترين من جدران الخزان الأفقية. سوف يقوم الهيكل بفصل ID عن OD بصريا، وسيحمل أنابيب مضاعفات ضوئية (PMT) موجهة إلى الداخل صوب الكاشف الداخلي ID، وإلى الخارج صوب الكاشف الخارجي OD. بالنسبة للكاشف الداخلي، سيكون هناك ما لا يقل عن 20000 أنبوب (PMT) بقطر 50 سنتمتر (20 بوصة) من النوع R12860 مصنع من طرف Hamamatsu Photonics وحوالي 800 وحدة متعددة الأنابيب (mPMTs). تتكون كل وحدة mPMT من تسعة عشر أنبوب مضاعف ضوئي قطره 7.6 سنتمتر (3 بوصات) مغلفة في وعاء مقاوم للماء. سيتم تجهيز OD بما لا يقل عن 3600 أنبوب مضاعف ضوئي ذو قطر 7.6 سنتيمتر (3.0 بوصة) مقترنة بألواح تحويل الطول الموجي (WLS) مقاس 0.6x30x30 سم مكعل (سوف تجمع اللوحة الفوتونات وتنقلها إلى PMT) وستكون بمثابة وسيلة نقض  لتمييز التفاعلات التي تحدث في الداخل عن الجسيمات الداخلة من خارج الكاشف (بشكل رئيسي ميونات الأشعة الكونية ).   

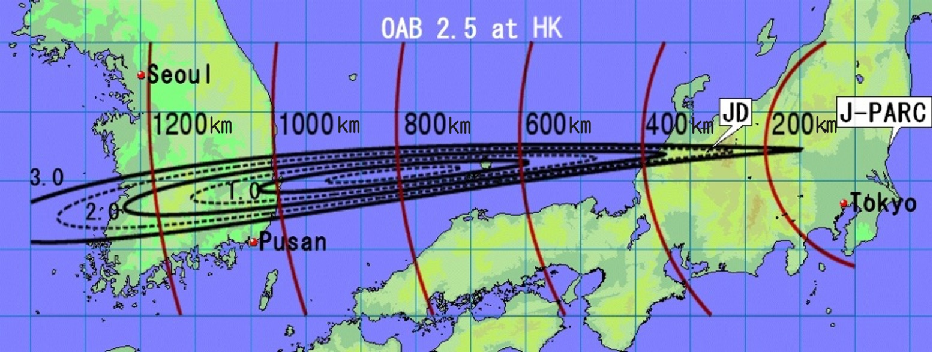
J-PARC شعاع النيوترينو من اليابان إلى كوريا

بدأ بناء كاشف هايبر كاميوكاندي في عام 2020 ومن المتوقع أن يبدأ جمع البيانات في عام 2027.    :24ومن المعتقد أيضًا بناء خزان مياه شيرينكوف مماثل في كوريا الجنوبية على بعد 1100 كيلومترًا من J-PARC، والذي سيكون جاهزًا للعمل بعد 6 سنوات من الخزان الأول. 

## التاريخ والجدول الزمني
- شتنبر 1999: تقديم الأفكار الأولى [17]

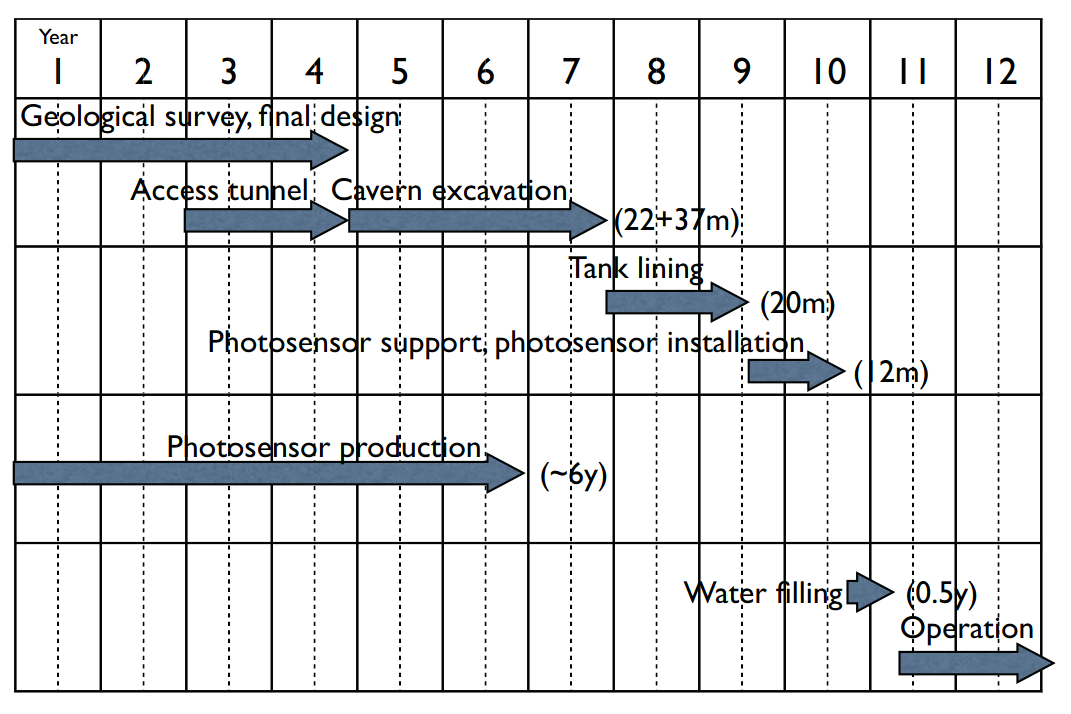
الجدول الزمني لبناء كاشف Hyper-Kamiokande

- 2000: استخدام اسم هايبر كاميوكاندي "Hyper-Kamiokande" لأول مرة [18]
- شتنبر 2011: تقديم خطاب النوايا [19]
- يناير 2015: توقيع مذكرة تفاهم للتعاون في مشروع Hyper-Kamiokande من قبل المؤسستين المضيفتين: ICR و KEK . تشكيل التعاون الأولي لـ Hyper-Kamiokande [20] [21]
- ماي 2018: تقرير تصميم Hyper-Kamiokande [2]
- يونيو 2020: تأسيس تعاون Hyper-Kamiokande
- شتنبر 2018: تخصيص التمويل الأولي من MEXT في عام 2019 [22]
- فبراير 2020: تمت الموافقة على المشروع رسميًا من قبل البرلمان الياباني [3]
- ماي 2021: بدء حفر نفق الوصول إلى كاشف هايبر كاميوكاندي [23]
- 2021: بداية الإنتاج الضخم لأنابيب مضاعفات الفتونات [24]
- فبراير 2022: الانتهاء من إنشاء نفق الوصول [25]
- أكتوبر 2023: الانتهاء من قسم قبة الكهف الرئيسي لكاشف HK [26]
- 2027: البداية المتوقعة لجمع البيانات [3]

## أنظر أيضا
- سوبر كاميوكاندي
- تجربة T2K
- تجربة النيوترينو العميقة تحت الأرض

## ملحوظات
1. ↑  Veto is part of a detector where no activity should be registered to accept an event. Such requirement allows constraining the number of background events in a selected sample.

## روابط خارجية
- موقع هايبر كاميوكاندي